# Sadayuki Mikami
Sadayuki Mikami (三上 貞行, Mikami Sadayuki) né en 1949 à Iwaki (préfecture d’Aomori) est un photographe japonais. Il est récipiendaire du World Press Photo of the Year 1978.